# Ахафо
Аха́фо (англ. Ahafo Region) — одна из 16 областей Ганы, административно-территориальная единица первого уровня. Административный центр — Гоасо.
Граничит с областью Боно на севере, Боно-Ист и Ашанти на востоке, Вестерн-Норт на юге.
После обретения независимости Ганы от Великобритании 6 марта 1957 года, в 1959 году из региона Ашанти бывшей британской колонии Золотой Берег была выделена область Бронг-Аха́фо (Brong-Ahafo Region) с центром в Суньяни.
27 декабря 2018 года был проведён референдум, по результатам которого область Бронг-Ахафо разделена на области Боно, Боно-Ист и Ахафо, из Северной области выделены области Норт-Ист и Саванна, из области Вольта — Оти, из Западной области — Вестерн-Норт. Создание новых областей стало выполнением предвыборного обещания Новой патриотической партии перед всеобщими выборами в Гане 7 декабря 2016 года, на которых партия одержала победу. Лидер партии Нана Акуфо-Аддо стал президентом по результатам этих выборов. Новый президент создал министерство реорганизации и развития областей. Новые области созданы 13 февраля 2019 года.